# 葛飾区立幸田小学校
葛飾区立幸田小学校（かつしかくりつ こうだしょうがっこう）は、東京都葛飾区西水元3丁目にある公立小学校。

## 沿革
- 1973年（昭和48年）
  - 3月31日 - 工事完成。普通教室18・特別教室3（音楽・理科・図書）・その他9。
  - 4月1日 - 東京都葛飾区水元猿町1362-1に、東京都葛飾区立幸田小学校として開校する。
  - 4月7日 - 開校式挙行。
  - 11月1日 - 築山完成。
- 1974年（昭和49年）
  - 2月13日 - 営繕関係補修工事完了。
  - 2月18日 - 環境委員会により、校庭の花壇づくり完成。
  - 3月12日 - 校旗・校歌の発表会開催。
  - 7月15日 - プール引き渡し式挙行し、プール開き。
- 1976年（昭和51年）3月12日 - 南側新校舎引き渡し式挙行（10教室）。第二期工事完成。
- 1977年（昭和52年）
  - 6月27日 - 築山改修し、幸田の森の植樹。
  - 11月25日 - 5周年記念。校歌・幸田音頭・レコード発表会開催。
- 1979年（昭和54年）
  - 9月1日 - 全教室にカラーテレビ設置。
  - 12月1日 - 全校ガス暖房に切り替え。
- 1981年（昭和56年）
  - 3月25日 - 第三期校舎竣工（普通教室4・特活室1）。
  - 日付不明 - 住居表示整理実施により、住所が西水元3丁目24-12となる。
- 1982年（昭和57年）
  - 9月7日 - 運動場整備（ダスター）完成。
  - 10月29日 - 創立10周年記念式典挙行。
- 1983年（昭和58年）8月9日 - 給食室と体育館の屋根改修。
- 1986年（昭和61年）3月31日 - 校舎側面改修。正面玄関・藤棚・プール改修。
- 1987年（昭和62年）
  - 3月31日 - 校舎内照明器具改修。音楽室防音扉設置。
  - 4月1日 - 学校機械警備開始。
- 1988年（昭和63年）3月20日 - アルミ温室と育舎完成。
  - 6月26日 - 開校記念日をこの日に変更。
- 1989年（平成元年）
  - 4月20日 - 学校緑化工事竣工。
  - 8月31日 - 音楽室改修及び1階廊下天井張替完了。
- 1990年（平成2年）9月30日 - 給食調理室と主事休憩室改修。正面玄関と1階廊下部分天井改修工事。
- 1992年（平成4年）
  - 1月16日 - 陶芸小屋改築。
  - 3月3日 - 体育館整備（水銀灯・舞台幕）。
  - 9月18日 - 校舎内と体育館床張替工事。
  - 11月8日 - タイムカプセル開封式挙行。
  - 11月2日 - 創立20周年記念式典挙行。
- 1993年（平成5年）8月6日 - 管理棟冷暖房機設置。
- 1994年（平成6年）8月30日 - 普通教室と特別教室床改修工事。
- 1995年（平成7年）
  - 3月16日 - プール再塗装工事。
  - 8月30日 - 窓枠アルミサッシ化工事。
- 1996年（平成8年）
  - 9月30日 - 障害者用階段手すり設置。
  - 11月12日 - 体育館および校舎の外壁塗装工事。
- 1997年（平成9年）3月15日 - コンピュ－タ室完成。
- 1998年（平成10年）
  - 3月13日 - 生ゴミ処理機設置。
  - 3月20日 - 教育相談室設置。
- 1999年（平成11年）3月1日 - 飼育小屋改修工事。
- 2001年（平成13年）7月25日 - 校舎内張替工事。
- 2002年（平成14年）
  - 8月21日 - 築山改修工事。
  - 10月19日 - 創立30周年記念式典挙行。
- 2003年（平成15年）9月1日 - 学習指導員配置。
- 2004年（平成16年）
  - 4月1日 - 都少人数指導員加配。
  - 6月27日 - タイムカプセル埋蔵（2022年開封）[2]。
  - 12月20日 - セーフティ教室実施。
- 2006年（平成18年）6月12日 - 学校開放型児童健全育成モデル事業開始。
- 2007年（平成19年）7月 - この月から10月まで、校舎・体育館耐震工事と中央トイレ改修工事。
- 2008年（平成20年）4月1日 - 給食調理業務民間委託開始。
- 2009年（平成21年）2月28日 - プール塗装改修工事。
- 2012年（平成24年）
  - 8月 - この月から9月まで、校庭大規模改修。
  - 11月10日 - 創立40周年記念式典挙行。
- 2013年（平成25年）
  - 4月 - 学校帽子制定。
  - 10月 - 北側校舎図書室前トイレ改修。
- 2014年（平成26年）10月 - オール水元スポーツクラブ連携事業開始。
- 2016年（平成28年）8月 - 給排水管取替工事完了。
- 2022年（令和4年）10月29日 - 創立50周年記念式典挙行。

## 教育目標
- ○かしこく よく考えてくふうする子
- ○たくましく 健康でたくましい子
- ○ゆたかに すなおで思いやりのある子

## 通学区域
出典
- 西水元1丁目
- 西水元2丁目
- 西水元3丁目
- 西水元4丁目
- 西水元5丁目
- 西水元6丁目

## 進学先中学校
出典
- 葛飾区立葛美中学校

## 学校周辺
- 幸田なかよし通り（葛飾区道）
- 社会福祉法人東京都手をつなぐ育成会西水元福祉館
- 水元八千代幼稚園 - 進級前幼稚園のひとつ
- このほか、中小規模のマンション・アパートなどの住宅も広がっている。

## 交通アクセス
- 京成バス「金62」系統で、「幸田小学校」停留所下車。